# Lascăr Catargiu
Lascăr Catargiu (Iași, 1º novembre 1823 – Bucarest, 11 aprile 1899) è stato un politico rumeno.
Si candidò alle elezioni del Principato come boiardo, ma fu sconfitto da Alexandru Ioan Cuza. Dopo la caduta di questi divenne (1866-1871) presidente del consiglio. Ricoprì la carica anche dal 1871 al 1876 e dal 1891 al 1895. Osteggiò fortemente la Turchia.